# Mondevert
 Mondevert  es una población y comuna francesa, situada en la región de Bretaña, departamento de Ille y Vilaine, en el distrito de Rennes y cantón de Vitré-Est.

## Demografía
| 326 | 315 | 318 | 357 | 458 | 576 |
| Para los censos de 1962 a 1999 la población legal corresponde a la población sin duplicidades (Fuente: INSEE [Consultar]) |     |     |     |     |     |